# Callia simplex
Callia simplex là một loài bọ cánh cứng trong họ Cerambycidae.